# Makarony po-flotski

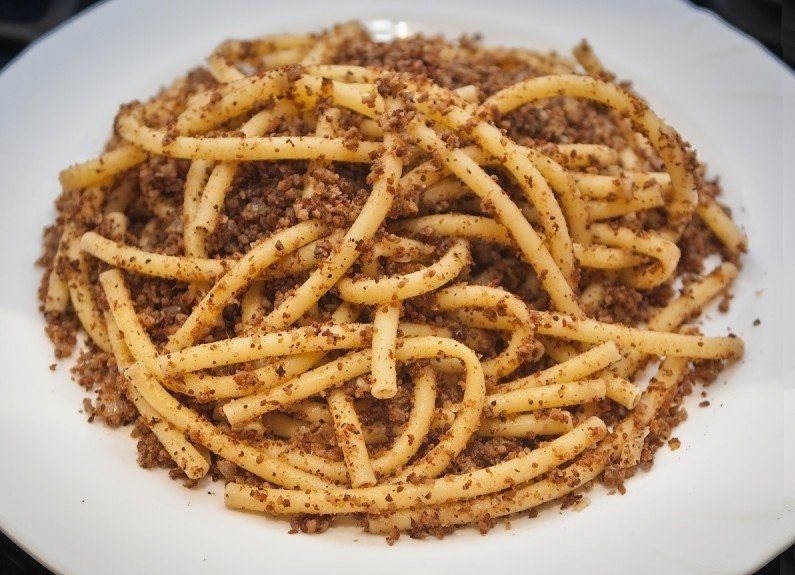
Makarony po-flotski

Makarony po-flotski (russisch макароны по-флотски ‚Nudeln nach Art der Marine‘) ist ein russisches Gericht aus gekochten Nudeln (typischerweise Makkaroni, Bucatini, Penne oder Fusilli), die mit geschmortem Hackfleisch (meist Rind- oder Schweinefleisch) und gebratenen Zwiebeln gemischt und mit Salz und schwarzem Pfeffer gewürzt sind. Ursprünglich bei der Marine serviert, wurde das Gericht in Russland wegen seiner Einfachheit, geringen Kosten und schnellen Zubereitung sehr beliebt. Makarony po-flotski wurde nach dem Zweiten Weltkrieg während der Zeiten der Armut in der Sowjetunion sehr populär.

## Zubereitung
Die Nudeln werden in siedendem Salzwasser gekocht. Die Zwiebeln werden gut gehackt, während das Fleisch klein gehackt wird. Nachdem etwas Öl in die Pfanne gegossen worden ist, werden die gehackten Zwiebeln gebraten, und nachdem sie eine goldene Farbe bekommen haben, wird das Fleisch dazugegeben und gebraten. Das Hackfleisch kann auch durch Konservenfleisch (Tuschonka) ersetzt werden. Die Füllung wird mit Salz und Pfeffer gewürzt. Wenn das Fleisch gebraten und die Nudeln gekocht sind, werden sie miteinander vermischt. Das Gericht wird in der Regel ohne jegliche Zusätze serviert, kann aber auch mit sauren Gurken gegessen werden.